# Dixa
Dixa é um género de mosquitos pertencentes à família Dixidae.
O género foi descrito em 1818 por Johann Wilhelm Meigen e tem distribuição cosmopolita.
Espécies:
- Dixa dilatata
- Dixa nebulosa
- Dixa nubilipennis